# Mistrovství světa v silniční cyklistice 2011
Mistrovství světa v silniční cyklistice 2011 bylo 78. světovým šampionátem v silniční cyklistice. Mistrovství probíhalo od 19. do 25. září 2011 v Kodani v Dánsku.

## Kalendář
Časy jsou uvedeny v místním letním čase UTC+2.
| Datum    | Čas startu | Závod                                    |
| -------- | ---------- | ---------------------------------------- |
| 19. září | 10:00      | juniorky – časovka (13,9 km)             |
| 19. září | 13:00      | muži do 23 let – časovka (35,2 km)       |
| 20. září | 9:30       | junioři – časovka (27,8 km)              |
| 20. září | 14:00      | ženy – časovka (27,8 km)                 |
| 21. září | 12:30      | muži – časovka (46,4 km)                 |
| 23. září | 9:30       | juniorky – silniční závod (70 km)        |
| 23. září | 13:00      | muži do 23 let – silniční závod (168 km) |
| 24. září | 9:00       | junioři – silniční závod (126 km)        |
| 24. září | 13:30      | ženy – silniční závod (140 km)           |
| 25. září | 10:00      | muži – silniční závod (266 km)           |

## Medailisté
| Závod          | Zlato                             | Zlato           | Stříbro                             | Stříbro    | Bronz                             | Bronz      |
| -------------- | --------------------------------- | --------------- | ----------------------------------- | ---------- | --------------------------------- | ---------- |
| Muži           |                                   |                 |                                     |            |                                   |            |
| Silniční závod | Mark Cavendish Spojené království | 5 h 40 min 27 s | Matthew Goss Austrálie              | tentýž čas | André Greipel Německo             | tentýž čas |
| Časovka        | Tony Martin Německo               | 53:43,85        | Bradley Wiggins Spojené království  | + 1:15,83  | Fabian Cancellara Švýcarsko       | + 1:20,59  |
| Muži do 23 let |                                   |                 |                                     |            |                                   |            |
| silniční závod | Arnaud Démare Francie             | 3 h 52 min 16 s | Adrien Petit Francie                | tentýž čas | Andrew Fenn Spojené království    | tentýž čas |
| časovka        | Luke Durbridge Austrálie          | 42:47,13        | Rasmus Quaade Dánsko                | + 35,68    | Michael Hepburn Austrálie         | + 46,47    |
| Junioři        |                                   |                 |                                     |            |                                   |            |
| silniční závod | Pierre-Henri Lecuisinier Francie  | 2 h 48 min 58 s | Martijn Degreve Belgie              | tentýž čas | Steven Lammertink Nizozemsko      | tentýž čas |
| časovka        | Mads Würtz Schmidt Dánsko         | 35:07,68        | James Oram Nový Zéland              | + 4,11     | David Edwards Austrálie           | + 20,79    |
| Ženy           |                                   |                 |                                     |            |                                   |            |
| Silniční závod | Giorgia Bronziniová Itálie        | 3 h 21 min 28 s | Marianne Vosová Nizozemsko          | tentýž čas | Ina-Yoko Teutenbergová Německo    | tentýž čas |
| Časovka        | Judith Arndtová Německo           | 37:07,38        | Linda Villumsenová Nový Zéland      | + 21,73    | Emma Pooleyová Spojené království | + 24,13    |
| Juniorky       |                                   |                 |                                     |            |                                   |            |
| silniční závod | Lucy Garnerová Spojené království | 1 h 46 min 17 s | Jessy Druytsová Belgie              | tentýž čas | Christina Siggaardová Dánsko      | tentýž čas |
| časovka        | Jessica Allenová Austrálie        | 19:18,63        | Elinor Barkerová Spojené království | + 1,84     | Mieke Krögerová Německo           | + 2,80     |